# ملصق المصد
ملصقات المصدّات (بالإنجليزية: bumper sticker)‏ (بالفرنسية: autocollant pour pare-chocs)‏ هو ملصق لاصق يتم لصقه على المصد الخلفي للسيارة أو الشاحنة. وعادة ما يحتوي على رسالة تعرض آراء السائق ذات طبيعة ثقافية أو فكاهية أو سياسية أو فلسفية، ومخصصة لقراءتها من قبل الراجلين وسائقي السيارات الآخرين. يُمارس هذا التقليد في مختلف دول العالم، ويُلاحظ بشكل حصري تقريبًا في أمريكا الشمالية، حيث تستخدم على نطاق واسع في الولايات المتحدة لإظهار الدعم السياسي خلال الانتخابات.

تم إنشاء هذه الملصقات المحددة في الأربعينيات تقريبًا، وبدأت تحظى بشعبية في العقد التالي في أمريكا.